# Романешть (Сібіу)
Романешть, Романешті (рум. Romanești) — село у повіті Сібіу в Румунії. Входить до складу комуни Блежел.
Село розташоване на відстані 243 км на північний захід від Бухареста, 53 км на північ від Сібіу, 81 км на південний схід від Клуж-Напоки, 118 км на північний захід від Брашова.

## Населення
За даними перепису населення 2002 року у селі проживали 103 особи, з них 98 осіб (95,1%) румунів. Рідною мовою 98 осіб (95,1%) назвали румунську.